# 松戸市綜合卸売市場

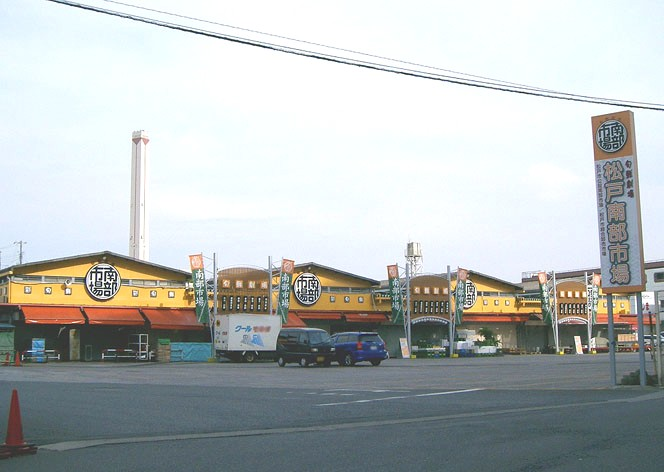
松戸南部市場

松戸市綜合卸売市場（まつどしそうごうおろしうりいちば）は、千葉県松戸市松戸新田にある民設公営卸売市場である。現在、民設部門と公設部門が共存し、「松戸市公設地方卸売市場南部市場」「松戸南部市場」とも呼ばれる。
主要商圏は、松戸市を中心に千葉県のほか、東京都の一部（足立区、葛飾区、江戸川区）、埼玉県の一部であり、約500万人の台所となっている
昭和41年（1966年）、日本最初の民設公営市場として誕生。
青果棟・水産棟・関連食品棟・食堂棟の4部門、約60店舗からなり、青果・鮮魚・肉類・生花・関連食品から包装資材まで、食に関するほとんどの商品を取り扱う。
青果棟を除くほとんどの箇所で一般人の入場、買物が可能（食堂棟を除くほとんどの店舗が午前中のみの営業）。
管理・運営はいちご株式会社の子会社「いちごマルシェ株式会社」によって行われている。
民間企業運営らしく、積極的にマスコミ取材・団体バスツアー等を受け入れている。

## 施設
- 敷地総面積 45,471m2
- 青果棟 6,517m2
- 水産棟 3,083m2
- 関連食品棟 5,549m2
- 加工所 1,274m2
- 倉庫・配送センター 2,104m2
- 食堂・サービス店舗 478m2
- 冷蔵庫棟（-30℃） 2,237m2（1,200 t）
- お客様用駐車場 約400台（無料）

## イベント
- お楽しみ抽選会（毎月第4土曜日 10:00～）
- たまごつかみ取りイベント（毎月第2土曜日 10:00～）
- トライゲット（毎月第3火曜日 10:00～）
- マグロ解体即売会（毎月第2第4土曜日 福栄商事にて9:30～） ※店舗の主催
- フリーマーケット（月1回 日曜日に開催）
- 市場で合コン「いちコン」（年4～5回）
- 市場祭（毎年11月に開催）約3～4万人が来場

それぞれイベント前に公式HPにて詳細の告知有り。

## 交通

### 電車
- JR常磐線（松戸駅）
- 京成松戸線（松戸駅、松戸新田駅）

### バス
- 京成バス（総合市場前 ※バス乗車時間約10分、徒歩3分）、（富士見台 バス乗車約8分、徒歩5分）

### 車
- 国道6号